# Kay Goldsworthy
Kay Maree Goldsworthy (* 1956 Melbourne) je anglikánská duchovní, od 22. května 2008 pomocná biskupka arcidiecéze Perth. Je první a zatím jedinou ženou Australské anglikánské církve, která obdržela biskupské svěcení.

## Mládí, vzdělání, služba
Goldsworthy se narodila a vyrůstala ve věřící rodině v Melbourne. Uvedla o sobě, že nebyla moc dobrá studentka. Krátce bydlela se svou starší sestrou a pracovala v maloobchodě. V té době začala cítit povolání ke službě v církvi, ale nevěděla jak jej naplnit. Nevstoupila do kláštera, protože chtěla působit mezi lidmi ve světě. V roce 1980 začala studovala teologii na Trinity College v Melbourne. Roku 1986 byla jako jedna z prvních žen v Austrálii vysvěcena na jáhenku. Působila ve farnostech Thomastown, Epping, Deer Park a St. Albans. Poté se přestěhovala do severní Austrálie a stala se spirituálkou Perth College. v Mount Lawley. V roce 1992 přijala kněžské svěcení z rukou arcibiskupa Petera Carnleyho. Sloužila jako farářka farnosti sv. Davida v Applecross. V té době byla jmenována kanovnicí katedrály sv. Jiří v Perthu a arcijáhenkou Fremantle. Roku 2007 začala pracovat v arcidiecézi Perth.

## Episkopát
22. května 2008 se stala první ženou s biskupským svěcením v Australské anglikánské církvi. 21. března 2015 byla uvedena do úřadu biskupky gippslandské diecéze. Roku 2017 obdržela Řád Austrálie (AO) "Jako průkopnice rovnosti a vzor všech žen v církevní správě a pastoraci. Za vynikající služby v oblasti náboženství v Australské anglikánské církvi."